# Anthophora plumipes
Anthophora plumipes  je vrsta divjih čebel iz družine pravih čebel, ki je razširjena po severni Afriki in večini Evrope pa vse do Kitajske in Japonske v Aziji. V 20. stoletju so vrsto zanesli tudi v Severno Ameriko.

## Opis in biologija
Odrasle čebele dosežejo dolžino med 13 in 15 mm. Obstaja veliko barvnih različic, zaradi česar je bila vrsta večkrat opisana pod različnimi imeni. Pri tej vrsti čebel je izrazit spolni dimorfizem. Tako samci kot samice imajo gost kožušček, le da so samci bolj živo obarvani od samic. Tako imajo sami kožuh rdečkaste do rdečkasto rjave ali sive barve, samice pa so običajno povsem črne ali temno rjave barve. Poleg tega imajo samice na zadnjih nožicah rdečkasto oranžne dlačice. Samci imajo srednji par nog izrazito daljši od ostalih, poleg tega pa imajo, za razliko od samic, na srednjem paru nog prisotne daljše dlačice, obrazna maska pa je rumena ali kremno bele barve. Obrazna maska samic je črna.
Anthophora plumipes je samotarska vrsta, ki ne gradi kolonij in se pojavlja v eni generaciji od marca do junija. Samice uredijo gnezda na koncu kratkih rovov, ki jih izkopljejo v ilovnate brežine. Gnezdo napolnijo s cvetnim prahom in medičino, s katerima se hranijo ličinke. Samica v vsak kupček cvetnega prahu izleže eno jajčece.